# Loiblbach
Loiblbach är ett vattendrag i Österrike.   Det ligger i förbundslandet Kärnten, i den sydöstra delen av landet, 240 km sydväst om huvudstaden Wien.
I omgivningarna runt Loiblbach växer i huvudsak blandskog. Runt Loiblbach är det ganska glesbefolkat, med 39 invånare per kvadratkilometer.